# Julio Modesto Cabrera
Pour les articles homonymes, voir Cabrera.
Julio Modesto Cabrera Rodríguez (né le 12 janvier 1965 à Cienfuegos) est un joueur de football international cubain, qui évoluait au poste de milieu de terrain.

## Biographie

### Carrière en club
Figure de proue du FC Cienfuegos des années 1980 et 1990, il est sacré champion de Cuba une première fois en 1985 (8 buts marqués au cours de la saison), puis récidive cinq ans plus tard en tant que capitaine. Après quelques années d'inactivité, il est rappelé par Manuel González – entraîneur du FC Cienfuegos – en 1996 mais doit se contenter de la 2e place en championnat.

### Carrière en sélection
Julio Modesto Cabrera se distingue surtout à l'occasion du tournoi de football des Jeux d'Amérique centrale et des Caraïbes. Il obtient la médaille de bronze, à domicile en 1982, puis la médaille d'or en 1986 en République dominicaine. Il participe aussi au tournoi de qualification des Jeux olympiques de 1984.
Dans les années 1990, il fait partie de l'équipe qui dispute le tour préliminaire de la Coupe caribéenne des nations 1992.

## Palmarès

### En club
FC Cienfuegos
- Champion de Cuba en 1985 et 1990–91.
- Vice-champion en 1984 et 1996.

### En équipe de Cuba
- Vainqueur des Jeux d'Amérique centrale et des Caraïbes en 1986.